# Haldórsvík
Haldórsvík; dánsky Haldersvig) je vesnice se 107 obyvateli na Faerských ostrovech. Leží na ostrově Streymoy. Administrativně spadá pod obec Sunda. Ve vesnici je kamenný kostel z roku 1856, jediný osmiboký kostel v zemi.